# Juan José de Aycinena y Piñol
Juan José de Aycinena y Piñol (Guatemala, 29 de agosto de 1792-17 de febrero de 1865) fue un eclesiástico e intelectual conservador de Centroamérica. Fue rector de la Pontificia Universidad de San Carlos Borromeo de 1825 a 1829 y de la Universidad Nacional de 1840 a 1865. Pensador duramente criticado por los historiadores liberales por su relación con el gobierno conservador de los treinta años del general Rafael Carrera que eliminó la posibilidad de conseguir la unión centroamericana que pretendían los liberales,, su participación en dicho gobierno ha sido expuesta en forma más objetiva por investigaciones realizadas entre 1980 y 2010. Heredero en 1814 del título nobiliario de III marqués de Aycinena y obispo in partibus de Trajanópolis desde 1859. Aficionado al Derecho, tenía talento oratorio y escribió más de veinte obras.

## Biografía

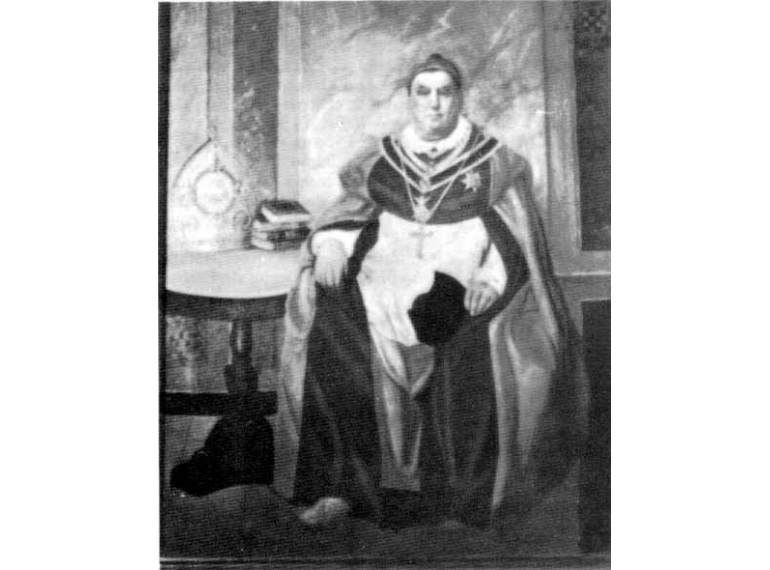
Obispo Aycinena en la década de 1850.

Nació en Guatemala, el 29 de agosto de 1792. A partir de los 22 años se hizo cargo de la Casa de Aycinena y luego recibió la ordenación sacerdotal con 26 años. Es posible que haya recibido una educación particular en el círculo estrecho de su familia a través de preceptores, porque no siguió las clases del Colegio y Seminario Tridentino de Nuestra Señora de la Asunción, si bien asistía con frecuencia a las bancadas de la Universidad, y es posible que haya seguido los cursos dispensados por el dominico Luis de Escoto. Luego estudió en la Pontificia Universidad de San Carlos de Guatemala, graduándose de bachiller en Instituta y leyes en 1811 y 1813 respectivamente.  Posteriormente se doctoró en 1821. 
Como sacerdote fue párroco de la Catedral de Guatemala durante cuatro años, e hizo de procurador del tribunal arzobispal. Obtuvo en propiedad la parroquia del Sagrario en 1822, aunque ya era fiscal en la curia eclesiástica desde algunos años atrás y posteriormente asumió como juez sinodal de la Guatemala durante los años 1824 a 1859.
Participó en los acontecimientos independentistas de Centroamérica en 1821, junto con su tío Mariano de Aycinena y Piñol, quien fue nombrado por Manuel José Arce como Gobernador del Estado de Guatemala en 1827. Al invadir el general liberal hondureño Francisco Morazán a Guatemala en 1829, éste derrocó a Mariano y expulsó a las familias del clan Aycinena y a las órdenes regulares de la Iglesia católica. Los Aycinena y Piñol se dirigieron primero a Panamá y luego a los Estados Unidos. Estando en Norteamérica escribió unos documentos recogidos en el libro Toro Amarillo, con los que criticó duramente el gobierno liberal de la Federación de Provincias Unidas del Centro de América, dirigida por Morazán. Su pensamiento cobró durante esos años nuevos tintes; probablemente fue en Estados Unidos donde concibiera la posibilidad de crear una república confesional. 
Tras la victoria de Morazán en 1829 que derrocó a su tío Mariano de Aycinena y Piñol, tuvo que salir al exilio junto con los miembros del Clan Aycinena.
Regresó a Guatemala en 1837. A su vuelta colaboró con el languideciente gobierno liberal, a fin de recuperar el orden en el país. Para tal efecto redactó una "Declaración de garantías" consistente en un elenco de proposiciones muy similar a la declaración de los derechos humanos elaborada durante la Revolución francesa. Los resultados de su trabajo fueron prácticamente nulos pero logró hacerse elegir como representante en la Junta Provisional Consultiva, diputado del Congreso Federal Centroamericano en 1838 por la provincia de Totonicapán, y fue ministro principal durante el régimen de Mariano Rivera Paz.

### Colonización belga de 1844
En 1842, aconsejó a Rafael Carrera a dar la región de la bahía de Amatique a perpetuidad a una colonia belga a cambio de que la compañía pagara dieciséis mil pesos cada año al gobierno de Guatemala. Los colonos tenían que convertirse al catolicismo y adoptar la ciudadanía guatemalteca, pero tenían el privilegio de tener su propio gobierno; también se comprometieron a dar al gobierno guatemalteco dos mil fusiles, construir un puente de metal sobre el río Motagua y a construir un puerto en la bahía de Amatique, en la localidad de Santo Tomás de Castilla.  Además de las obras de infraestructura, Aycinena consideraba que la colonia de belgas católicos era una buena contención a las pretensiones de los británicos protestantes y su contrabando comercial en Belice.
En 1844, el distrito de Santo Tomás de Castilla fue colonizado por la Comunidad de la Unión, patrocinada por la Compañía Belga de Colonización; el gobierno del Estado de Guatemala, había concedido el distrito de Santo Tomás a dicha compañía por medio del decreto de la Asamblea Constituyente de Guatemala el 4 de mayo de 1843. 
Los primeros setenta y seis colonos arribaron junto con los fusiles prometidos y los primeros sacerdotes jesuitas que regresaban a Guatemala desde 1765; el representante de la colonia, Remy de Puydt prometió que otros setecientos colonos arribarían en los próximos meses e iniciarían los trabajos a que se comprometió para obtener la concesión.  Pero las condiciones del área eran inhóspitas y empezaron a mermar rápidamente la salud de los belgas.  Para 1850, la colonia ya había fracasado, las obras de infraestructura prometidas no se construyeron, y los colonos belgas se habían dispersado al interior de la República de Guatemala.

### Designación de obispos centroamericanos
El 6 de abril de 1841, el gobierno de El Salvador comunicó al de Honduras que, autorizado por el Congreso, había nombrado al presbítero Viteri y Ungo su representante ante la Santa Sede para solicitar se creara la diócesis de San Salvador y que invitaba a Honduras a enviar sus candidatos para la diócesis de Honduras y aprovechar así el viaje de Viteri para ambos estados. Honduras aceptó y el 18 de febrero de 1842 dictó un acuerdo disponiendo que se remitiera al enviado señor Viteri y Ungo la terna de candidatos. El acuerdo se comunicó al vicario coadjutor de la Catedral Metropolitana de Guatemala, Antonio Larrazábal, que eligiera los que debían proponerse.
Viteri y Ungo llevaba la representación de los gobiernos de Guatemala, Honduras, El Salvador y Costa Rica ante el Pontificado, y fue recibido en audiencia pública por el papa Gregorio XVI en el palacio del Quirinal, el 26 de agosto de 1842. Luego de la reunión con el pontífice, Viteri y Ungo envió dos comunicados al gobierno de Honduras; el 1 de septiembre de 1842 informó que el nuevo Obispo de Honduras, quizás sería preconizado en noviembre y que el único obstáculo serio era la falta de los setecientos pesos necesarios para pagar la expedición de las Bulas. El 19 de octubre volvió a comunicarse con el gobierno hondureño, indicando que el obispo ya había sido elegido -sin mencionar el nombre- y que urgían los fondos para la preconización en noviembre.
Contra los deseos de Aycinena y Piñol, la arquidiócesis de Guatemala fue otorgada a Francisco de Paula García Peláez; Aycinena y Piñol renunció entonces del puesto de Ministro de Relaciones Exteriores del gobierno de Rivera Paz, molesto porque Carrera no lo había apoyado para recibir la mitra episcopal. Por su parte, la diócesis de San Salvador fue erigida en la Bula del 4 de octubre de 1842, y el señor Viteri y Ungo fue nombrado su primer obispo. El 29 de enero de 1843 fue consagrado como tal en Roma, y en seguida emprendió su regreso a Centroamérica. Estando en París, recibió la nueva terna que el gobierno hondureño le había enviado e inmediatamente la remitió á Roma con el expediente adjunto; el Papa aprobó el proceso canónico, lo que comunicó Viteri el 6 de agosto de 1843 a su llegada a Trujillo. La Bula en que se nombró al Señor Campoy para Obispo de Comayagua fue dictada el 8 de febrero de 1844, haciendo al nombrado la gracia de dispensarle el grado de Doctor, que en aquel entonces era un requisito esencial para ser obispo.

## Gobierno conservador de Rafael Carrera
Junto a otros intelectuales del Clan Aycinena de Guatemala, como Manuel Francisco Pavón Aycinena y Luis Batres Juarros, favoreció la incursión militar del caudillo Rafael Carrera. Cuando este último consolidó su gobierno, Aycinena colaboró como diputado de la Asamblea Constituyente. En 1840 fue nombrado nuevamente rector de la Pontificia Universidad de San Carlos Borromeo. Aycinena y Piñol fue portavoz “revanchista” del partido conservador cuando Carrera asumió el poder a partir de 1844. 
En 1844 José Milla y Vidaurre -entonces miembro del partido liberal- le escribió este himno crítico y mordaz al teniente general Rafael Carrera, himno que los liberales se memorizaron de tanto repetir, a pesar de su escasa calidad poética:
Himno Patriótico, en loor del Excelentísimo Teniente General, R. Carrera Jefe del Ejército, etc. con motivo de la expedición salvadoreña:

Quia pulvis es, et in pulverem reverteris

Porque eres polvo, y en polvo te convertirás

| Hijo de la miseria y de la nada Tiranuelo opresor de un pueblo inerme Zorra cobarde que acomete osada a un gallinero que tranquilo duerme. General, director, héroe, caudillo; Arcángel, qué sé yo cómo te llaman. Entre bordados mal envuelto pillo Ya los pueblos, de ti venganza claman. Por entre esa comparsa de malvados, Digna guardia de honor de tu persona, Ellos van a pasar desesperados A romper en tu frente tu corona. En pos del enemigo corres tarde, Teniente general, pues ha sonado Al fin tu hora falta, tiembla cobarde, Dentro de tus harapos de soldado. | Execrada y maldita tu memoria, Execrado será cuanto tú hiciste, Y si ha de hablar de ti, dirá la historia, Que tú ni aun ser déspota supiste. Lobos, País, Carrera, veteranos Del crimen, y en el terror de las banderas, Farsa vil y burlesca de tiranos, Parodis de Cartuch son charreteras. Aycinena, Pavón fuera señores, Fuera con vuestro rancio servilismo, ¿Soñásteis ser tal vez conservadores, O darnos una burla del torismo? Honorable Marqués, no más Bretaña, No más statuquo ni tiranía: Vaya que su excelencia... no se engaña, Sin el statuquo, por Dios, ¿qué haría? [...] |

Tomado de: Hernández de León, Federico (30 de mayo de 1959). «El capítulo de las efemérides». Diario La Hora,Guatemala.
Durante el gobierno de Carrera, Aycinena y Piñol ejerció varios cargos públicos, entre ellos:
- diputado de la Asamblea Constituyente de Guatemala en representación de la Universidad (1851-1856)
- diputado en representación del departamento de Verapaz (1856-1865)
- Ministro de Asuntos Eclesiásticos[6]
- miembro del consejo de Estado (1855-1862)

Finalmente, fue el inspirador del primer concordato firmado entre un Estado Nacional americano y la Santa Sede.

### Concordato de 1852
En 1854 se estableció el Concordato con la Santa Sede, el cual había sido suscrito en 1852 por el cardenal Jacobo Antonelli -secretario de Estado de la Santa Sede- y Fernando Lorenzana -ministro plenipotenciario de Guatemala ante la Santa Sede. Por medio de este tratado, -el cual fue diseñado por el líder del Clan Aycinena, Dr. y clérigo Aycinena y Piñol- Guatemala otorgaba la educación del pueblo guatemalteco a las órdenes regulares de la Iglesia Católica, se comprometía a respetar las propiedades y los monasterios eclesiásticos, autorizaba el diezmo obligatorio y permitía que los obispos censuraran lo que se publicaba en el país; a cambio de ello, Guatemala recibía gracias para los miembros del ejército, permitía que quienes hubiesen adquirido las propiedades que los liberales habían expropiado a la Iglesia en 1829 las conservaran, percibía impuestos por lo generado por las propiedades de la Iglesia, y tenía el derecho de juzgar con las leyes guatemaltecas a los eclesiásticos que perpetraran crímenes. El concordato mantenía la relación estrecha entre Iglesia y Estado y estuvo vigente hasta la caída del gobierno conservador del mariscal Vicente Cerna y Cerna.

## Diócesis
A solicitud del presidente Rafael Carrera, en 1859 fue consagrado Obispo in partibus de Trajanópolis. 

## Muerte
Murió en febrero de 1865, el mismo año que el general Rafael Carrera.